# Pseudochondracanthus hexaceraus
Pseudochondracanthus hexaceraus är en kräftdjursart som beskrevs av C. B. Wilson 1935. Pseudochondracanthus hexaceraus ingår i släktet Pseudochondracanthus och familjen Chondracanthidae. Inga underarter finns listade i Catalogue of Life.